# 京都市立正親小学校
京都市立正親小学校（きょうとしりつ せいしんしょうがっこう）は京都府京都市上京区浄福寺通中立売下る菱丸町にある公立小学校である。

## 概要
明治2年（1869年）に京都で開校した64の番組小学校の一つである。
学校名は、明治8年（1875年）に、東に接する上京第16区の小学校が、聚楽の名称を京都府に先に申請したことから、聚楽第起工時の天皇である正親町天皇の名から採ったとされる。

## 沿革
- 1869年（明治2年）8月2日 - 上京十番組小学校として開校[3][4]
- 1876年（明治9年） - 正親校と改称[1]
- 1887年（明治20年）7月 - 正親尋常小学校と改称[6]
- 1907年（明治40年）4月 - 尋常高等小学校となる[4][6]
- 1908年（明治41年）4月 - 高等科を廃し、尋常小学校となる[6]
- 1941年（昭和16年）4月 - 国民学校令により京都市正親国民学校と改称[6]
- 1947年（昭和22年） - 学制改革により京都市立正親小学校と改称[1]

## 通学区域
正親小学校の通学区域は、後述の正親学区に、嘉楽学区の笹屋町二丁目、北伊勢殿構町を加えた区域である。

## 卒業後の進路
卒業後は基本的に京都市立二条中学校に進学する。

## 正親学区
正親学区（せいしんがっく）は、京都市の学区（元学区）のひとつ。京都市上京区に位置する。明治初期に成立した地域区分である「番組」に起源を持ち、学区名の由来ともなる正親小学校のかつての通学区域に一致し、今でも地域自治の単位となる地域区分である。
明治2年（1869年）の第二次町組改正により成立した上京第10番組に由来し、同年には、区域内に上京第10番組小学校（のちに聚正、明治9年に正親に校名を改称）が創立した。明治5年（1872年）には上京第15区、明治12年（1879年）には区が組となり上京第15組となった。学区制度により明治25年（1892年）には上京第11学区となった。
昭和4年（1929年）に、学区名が小学校名により改称され、上京第11学区から正親学区となった。昭和17年（1942年）に京都市における学区制度は廃止されるが、現在も地域の名称、地域自治の単位として用いられている。

### 人口・世帯数
京都市内では、おおむね元学区を単位として国勢統計区が設定されており、正親学区の区域に設定されている国勢統計区（上京区第5国勢統計区）における令和2年（2020年）10月の人口・世帯数は4,215人、2,421世帯である。

### 地理
上京区の南西部に位置する学区であり、北側は嘉楽学区、（西端の一部は翔鸞学区、東端の一部は桃薗学区）、南側は出水学区、東側は聚楽学区、西側は仁和学区に接する。区域は、おおむね北は一条通、南は下長者町通、東は松屋町通、西は千本通であり、面積は0.241 平方キロメートルである。

### 正親学区内の通り

#### 東西の通り
- 一条通
- 中立売通
- 上長者町通
- 下長者町通

#### 南北の通り
- 松屋町通
- 日暮通
- 智恵光院通
- 浄福寺通
- 土屋町通
- 千本通

### 正親学区の町名
- 須浜池町
- 智恵光院前之町
- 山里町
- 下山里町
- 今新在家町
- 高台院竪町
- 亀木町
- 福本町
- 東西俵屋町
- 菱丸町
- 長谷町
- 山王町
- 東石橋町
- 西中筋町
- 玉屋町
- 亀屋町
- 仲御霊町
- 百万遍町
- 革堂前之町
- 北新在家町
- 南新在家町
- 革堂之内町
- 伊勢殿構町
- 泰童町
- 新白水丸町
- 多門町
- 新桝屋町
- 加賀屋町
- 田丸町
- 丹波屋町
- 須浜町
- 高台院町
- 新柳馬場頭町
- 信濃町
- 愛染寺町
- 西富仲町

## 周辺

### 正親学区内の主な施設
- 西陣京極

### 正親学区内の主な史跡
- 平安宮（平安京大内裏）
- 聚楽第